# ثأر (فلم 2020)
ثأر (بالإنجليزية: Avengement) هو فيلم أكشن بريطاني صدر عام 2019 من إخراج جيسي جونسون ومن بطولة سكوت آدكنز ، وكريج فيربراس. تم إصدار الفيلم في 24 مايو 2019.[بحاجة لمصدر]

## ملخص قصة
أثناء إطلاق سراحه من السجن، يتهرب مجرم متواضع من حراسه و يعود إلى مساعيه القديمة للانتقام من الأشخاص الذين جعلوه قاتلًا باردًا. إنها معركة ملحمية ودموية للبحث عن الروح التي فقدها منذ سنوات في شوارع مدينة لا ترحم.

## الممثلون
| الرقم | الممثلين       |
| ----- | -------------- |
| 1)    | سكوت أدكنز     |
| 2)    | نيك موران      |
| 3)    | كيرستون ويرينج |
| 4)    | ليو جريجوري    |
| 5)    | كريج فيربراس   |
| 6)    | توماس تورجوس   |

## روابط خارجية
- مقالات تستعمل روابط فنية بلا صلة مع ويكي بيانات